# Santa Cruz La Cancha
Santa Cruz La Cancha es una localidad peruana ubicada en el distrito de Ayabaca, perteneciente a la provincia homónima del departamento de Piura, al norte del Perú. 

## Ubicación
Santa Cruz La Cancha se ubica al norte de la provincia de Ayabaca, en el distrito de Ayabaca, en el departamento de Piura.

## Demografía
En 2017 Santa Cruz La Cancha tenía una población de 44 habitantes.